# 巴勃罗·塞拉诺
巴勃罗·塞拉诺·阿吉拉尔（西班牙語：Pablo Serrano Aguilar，1908年2月10日—1985年11月26日），西班牙雕塑家。

## 生平
1908年2月10日（一说1910年2月10日）生于特魯埃爾省克里维连。1922年至1930年，他在巴塞罗那学习。1929年，他开始了南美洲之旅，历时25年。他首先前往阿根廷布宜诺斯艾利斯，然后又访问了罗萨里奥。1935年，他在乌拉圭蒙得维的亚定居，专注于雕塑创作。1940年代至1950年代，他多次获得蒙得维的亚美术馆国家一等奖，成为拉丁美洲雕塑界的标杆。1955年，他回到西班牙，并于1957年开始在马德里定居，他积极参与前卫艺术运动，成为马德里“埃尔帕索”小组的创始成员。
1977年获得法国文化部授予的艺术与文学骑士勋章。1980年获得西班牙文化部授予的艺术功绩金质奖章。1982年获得阿斯图里亚斯亲王奖艺术奖。1983年获得萨拉戈萨大学荣誉博士称号。
1985年11月26日在马德里的家中逝世。

## 图集

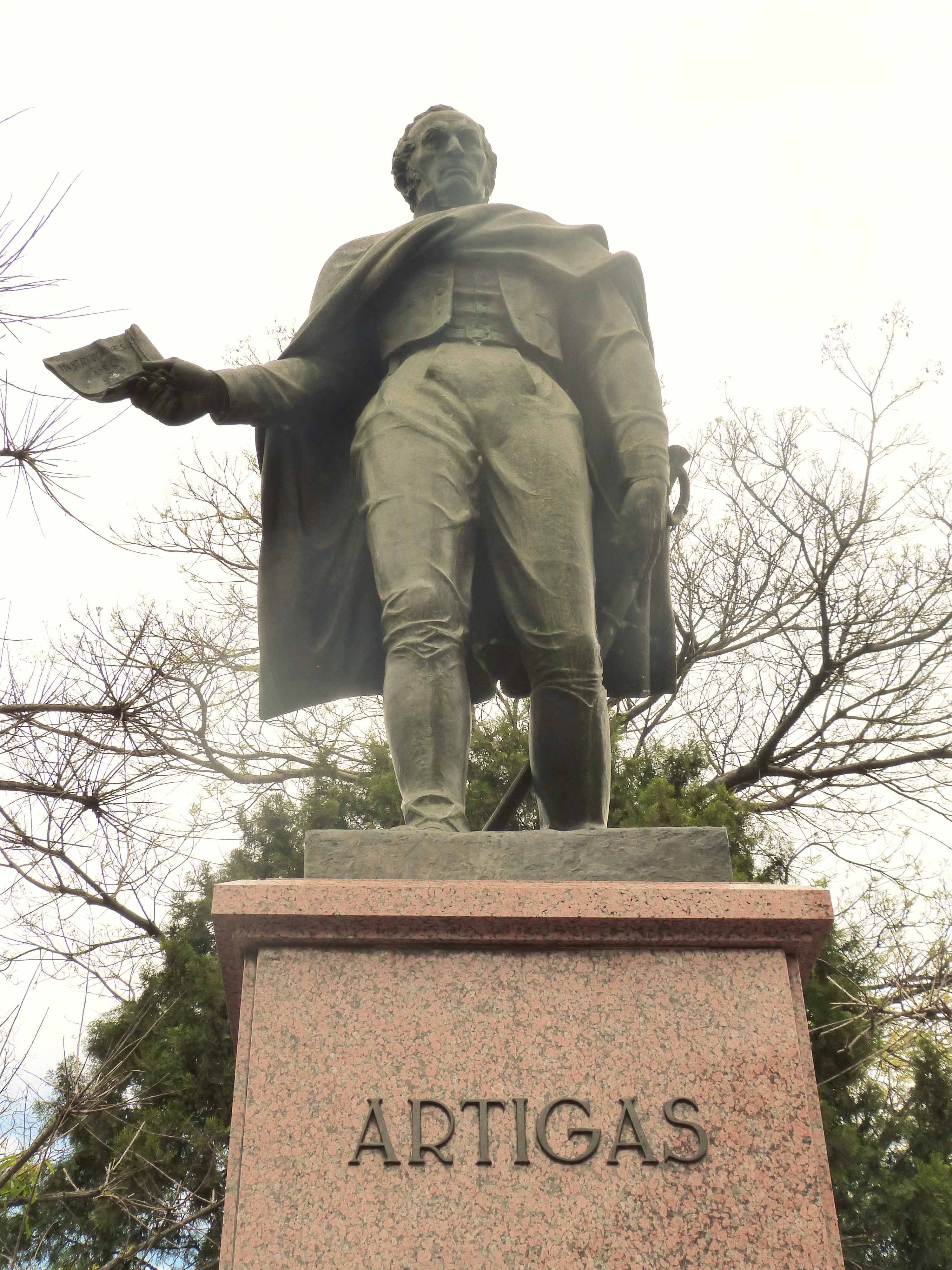
阿蒂加斯
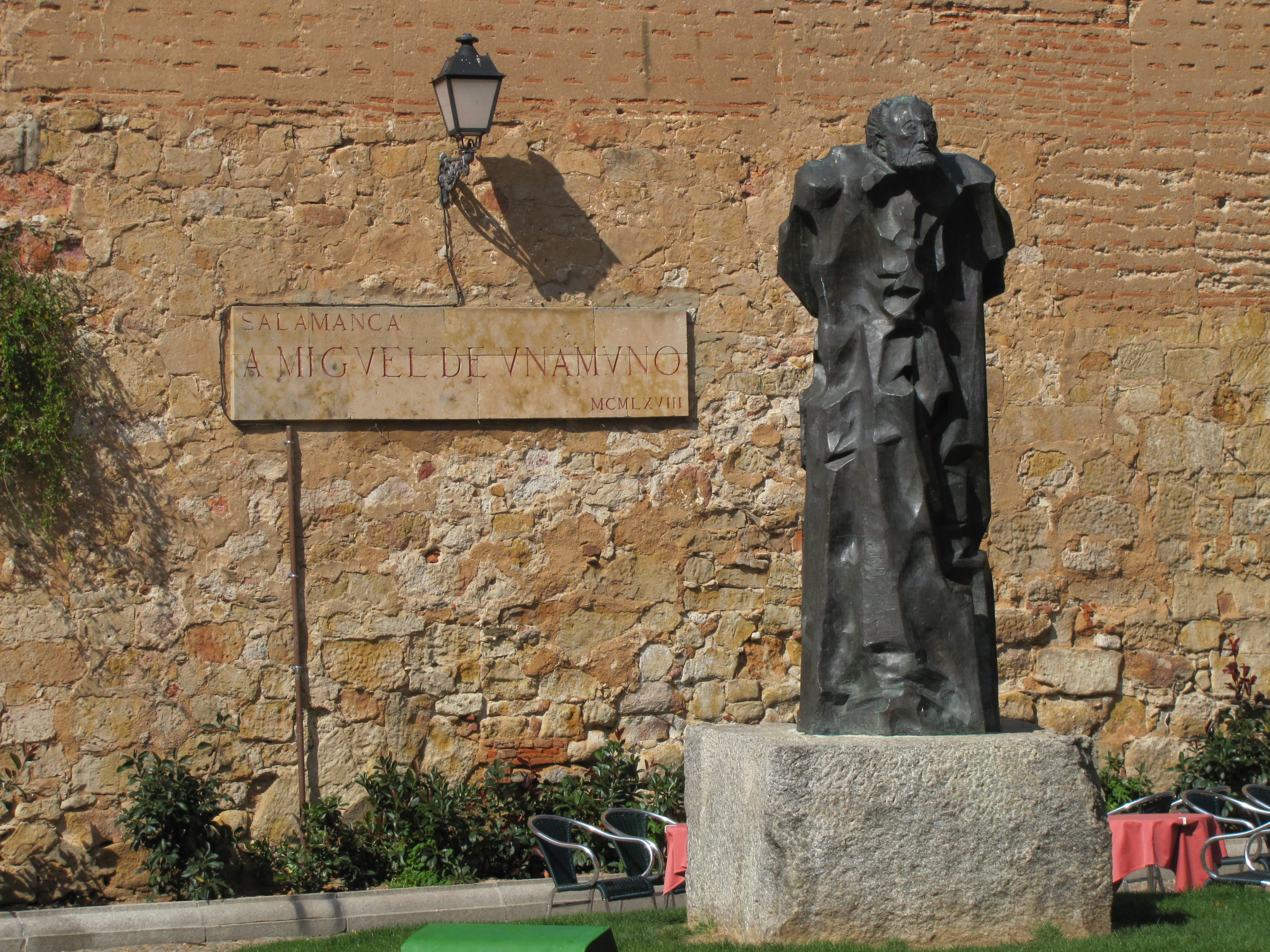
乌纳穆诺
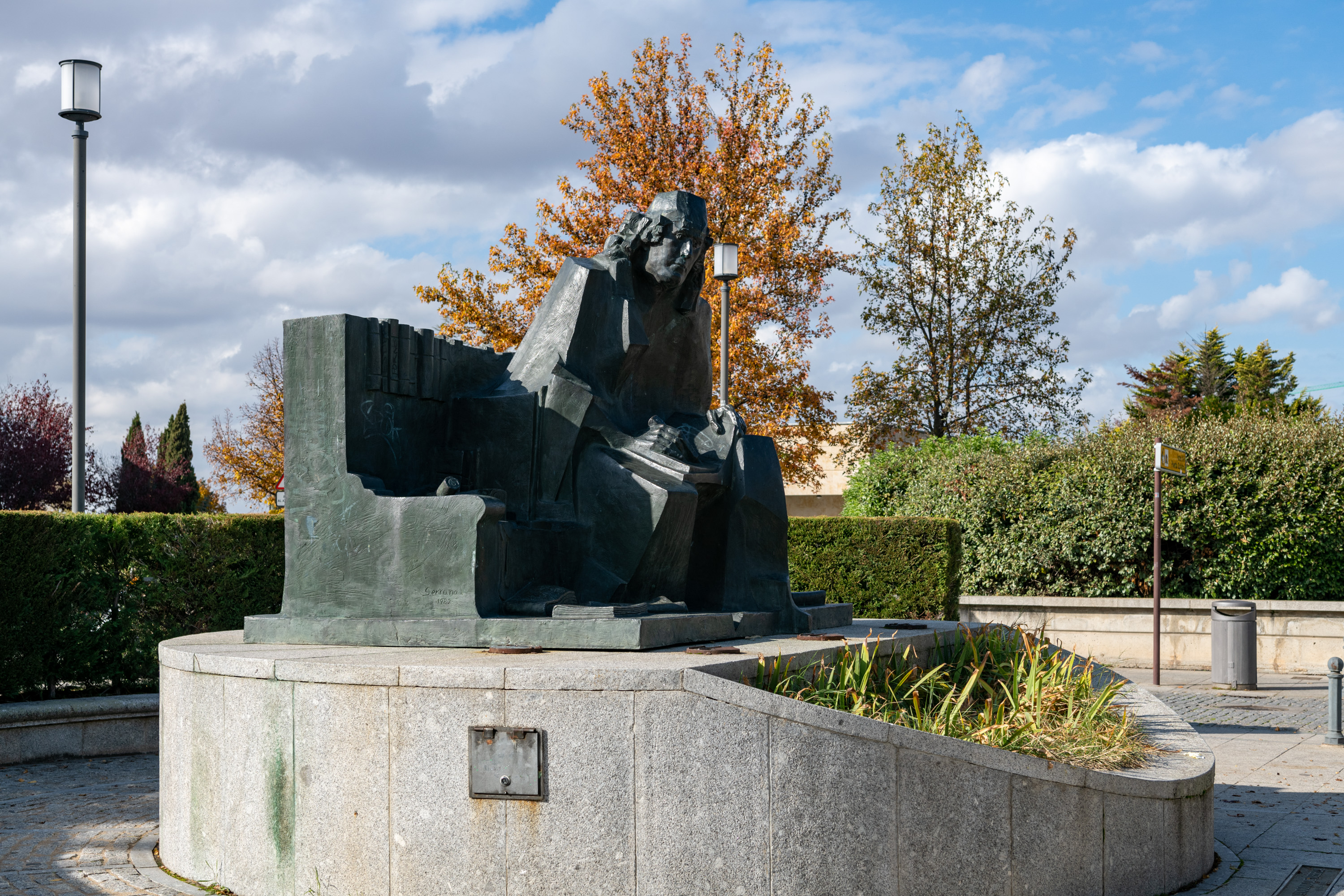
内夫里哈
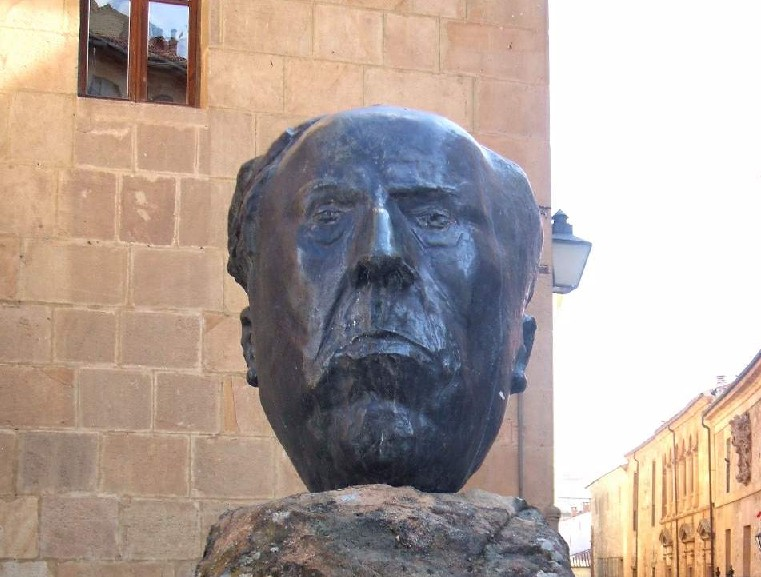
安东尼奥·马查多
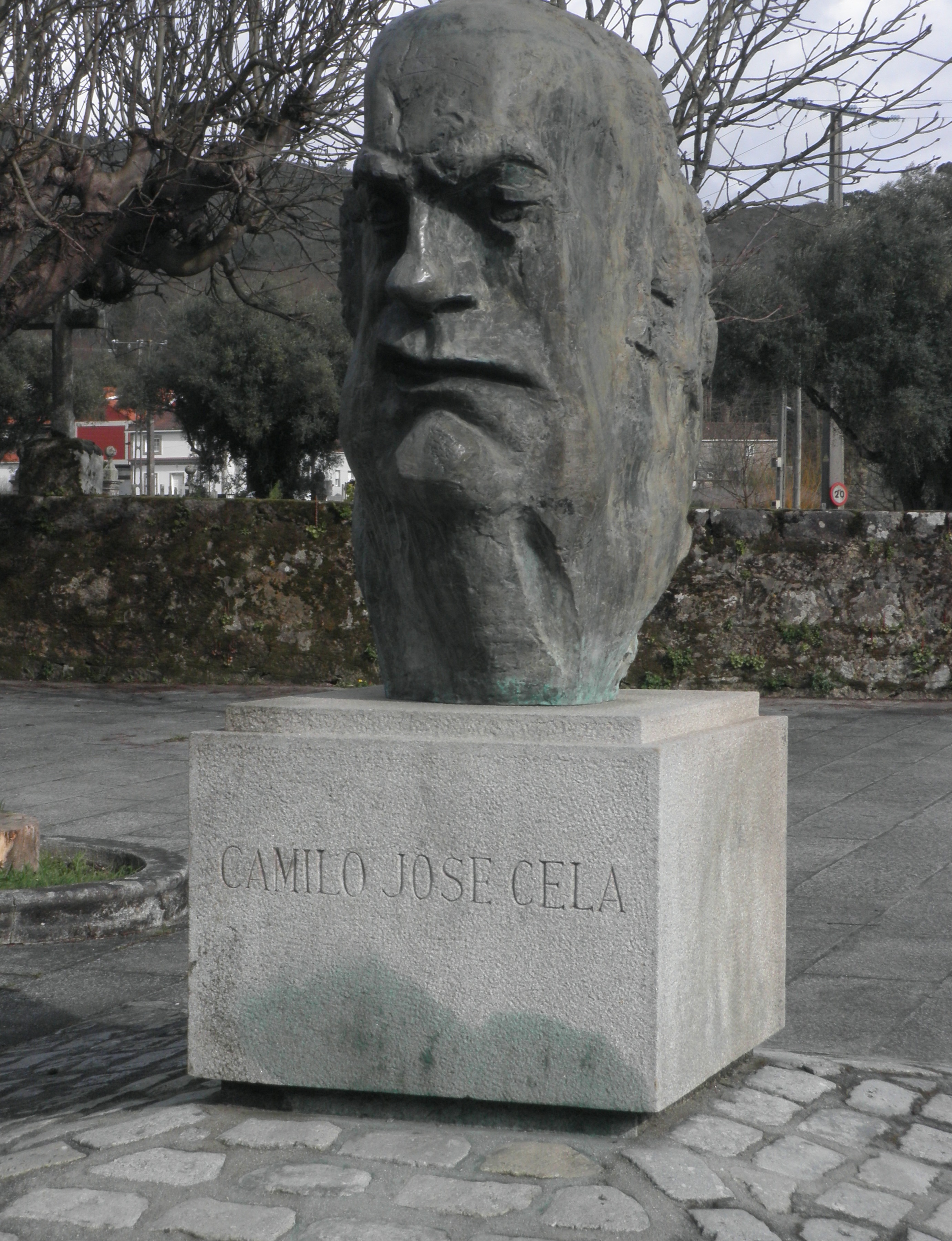
卡米洛·何塞·塞拉
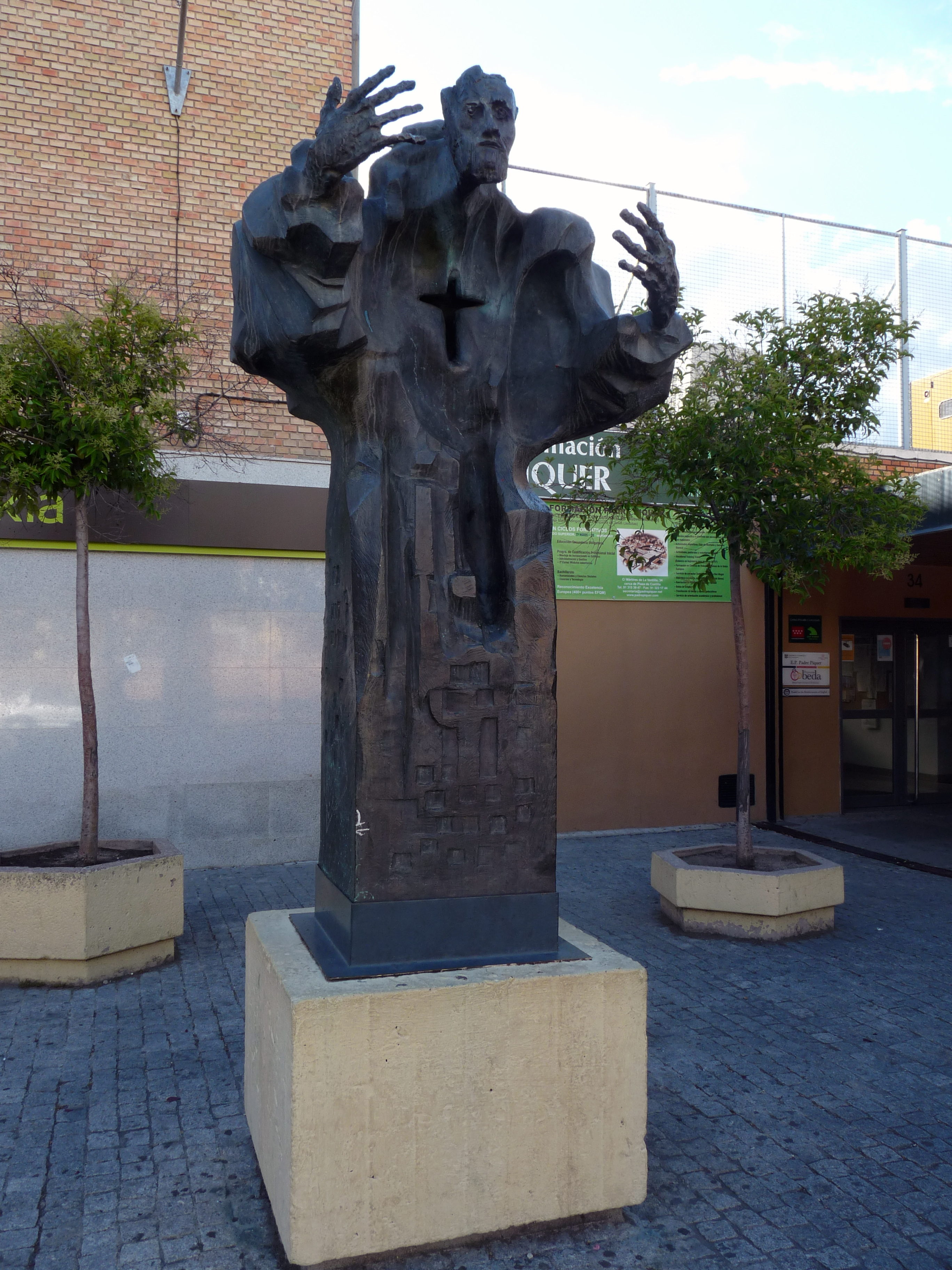
方济·沙勿略
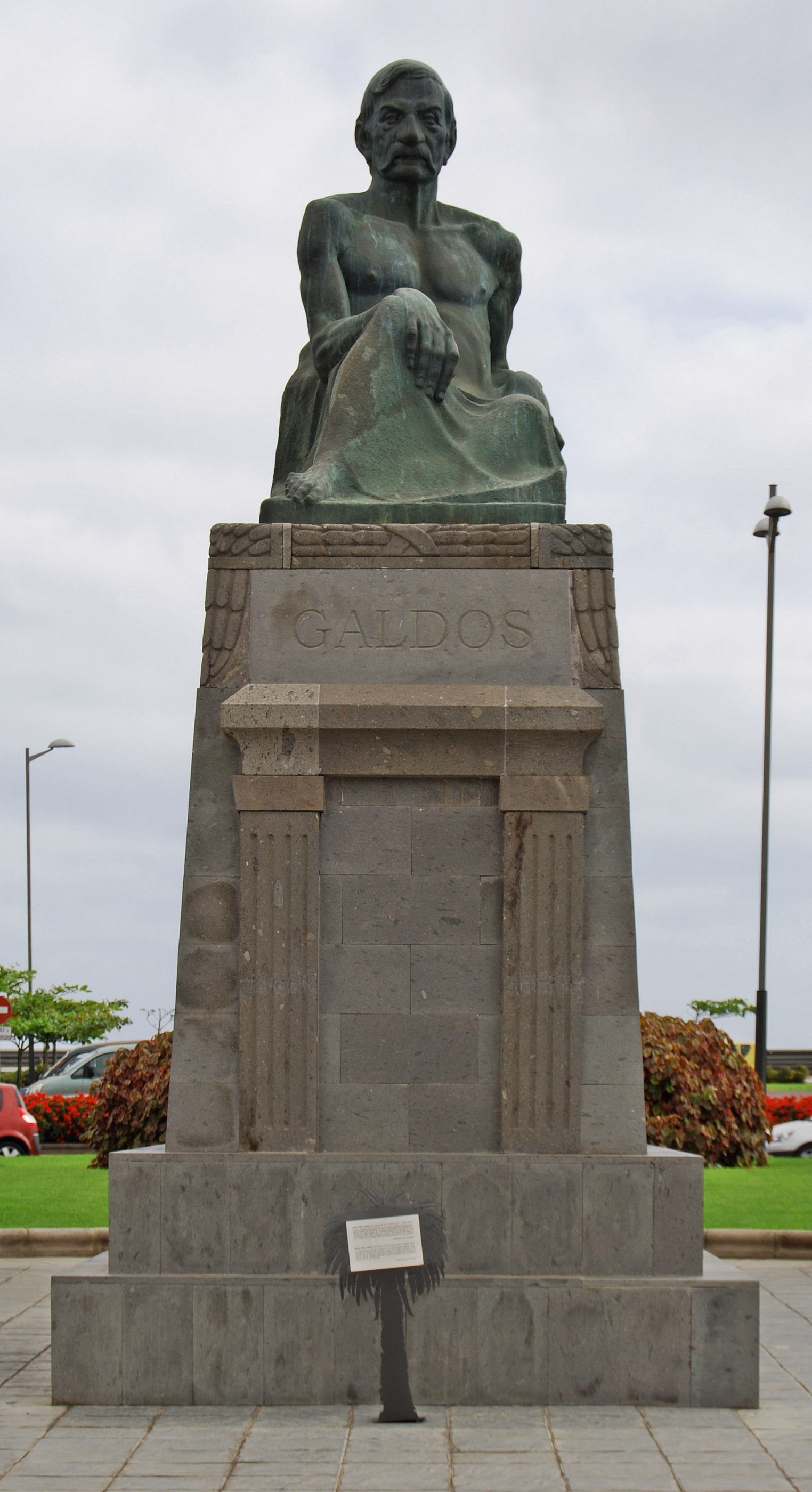
贝尼托·佩雷斯·加尔多斯